# Ringier
Ringier ist ein in mehreren Ländern tätiges, diversifiziertes Medienunternehmen mit über 6500 Mitarbeitern. Das 1833 gegründete Familienunternehmen führt Medienmarken in Print und Digital, TV und Radio und ist im Entertainment- und digitalen Marktplatzgeschäft tätig. Der Hauptsitz der Ringier AG ist in Zofingen, Aargau. Weitere Standorte befinden sich in Zürich (Pressehaus und Medienpark) sowie Lausanne.

## Geschichte

### Gründung und Etablierung (1833 bis 1898)

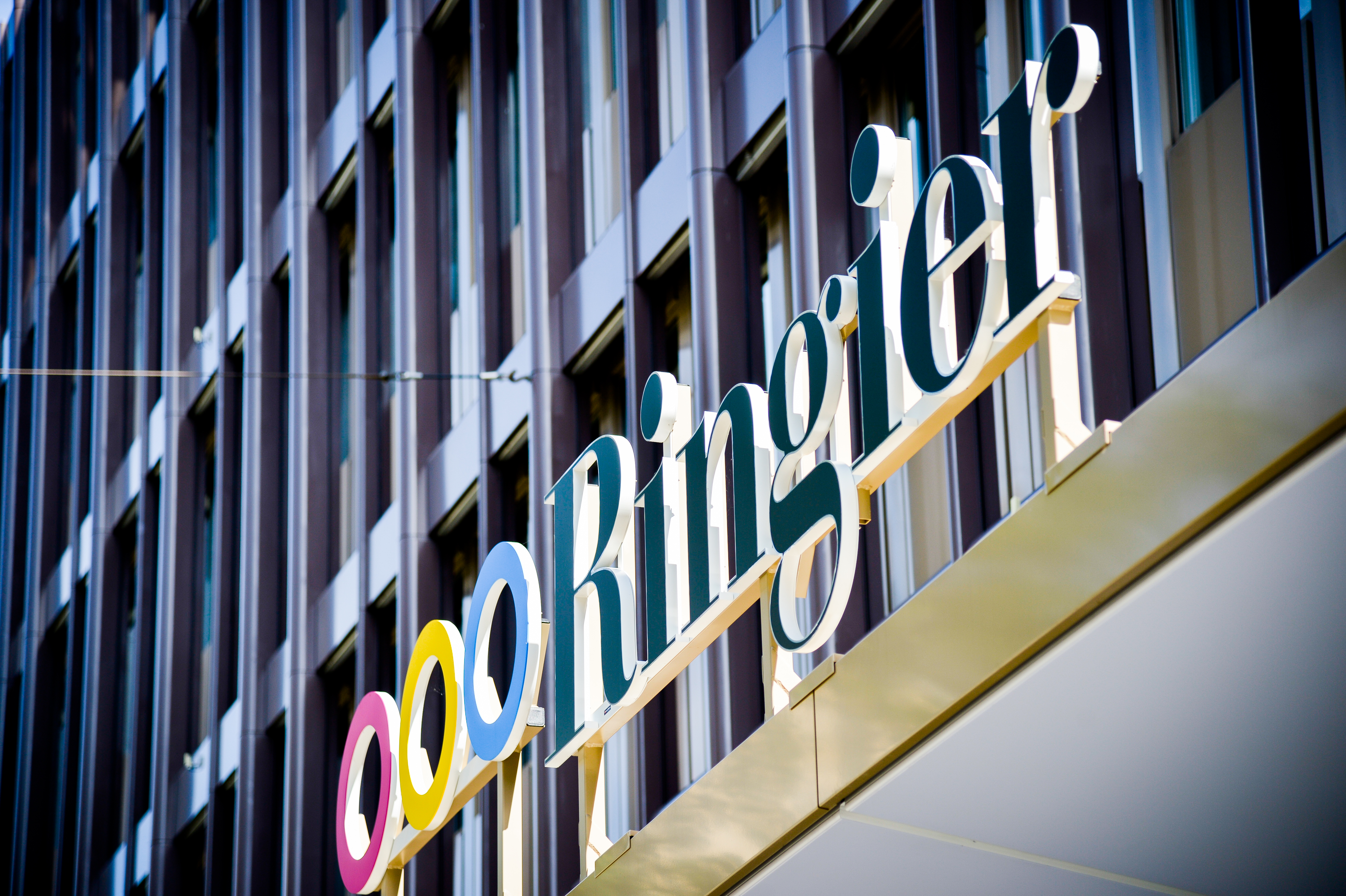
Logo über dem Haupteingang des Ringier-Pressehauses in Zürich

Die Geschichte des Familienunternehmens begann 1833, als Johann Rudolf Ringier eine Buchdruckerei im schweizerischen Zofingen gründete. Das Geschäft begann in einem Hinterzimmer im Haus seines Bruders, Gottlieb Sigmund Ringier. Als Verleger publizierte Ringier 1834 das Zofinger Wochenblatt als seine erste Zeitung. Produziert wurde die Zeitung über eine hölzerne Handpresse, welche einen Druck von bis zu 250 Abzügen pro Stunde ermöglichte.
Ein Jahr nach der Gründung bezog das Unternehmen seinen eigenen Standort in Zofingen. Das Wachstum des Unternehmens wurde im 19. Jahrhundert durch diverse finanzielle Belastungen sowie durch Aufkommen von Konkurrenten gemildert. Weiterhin wurden andere Verlage und Zeitungen zunehmend politischer, Ringier hingegen folgte dieser Entwicklung nicht, wodurch weitere Einbussen entstanden.
1874 übernahm der Sohn des Gründers, Franz Emil Ringier, das Unternehmen, mit dem Ziel, dieses konkurrenzfähig zu machen. Er stellte den Druckbetrieb auf eine Schnellpresse um, wodurch Produktionskosten reduziert und Kapazitäten gesteigert wurden. Durch den Umstieg wurde Ringier zu einer der leistungsstärksten und modernsten Druckereien der Schweiz.
1898 verstarb Franz Emil Ringier und sein Sohn Paul Ringier übernahm das Unternehmen.

### Aufstieg zum Druck- und Verlagshaus (1899 bis 1984)
Paul Ringier schloss 1902 eine Zusammenarbeit mit den Konkurrenten Francke und Brupacher und wechselte dazu erneut den Standort in Zofingen. 1906 verstarben beide Partner, wodurch Ringier das gesamte Geschäft übernahm.
1911 erschien erstmals die noch heute verkaufte Zeitschrift Schweizer Illustrierte unter dem Titel Schweizer Illustrierte Zeitung. Zehn Jahre später wurde das Pendant für die französischsprachige Schweiz L’illustré lanciert.
Während des Ersten Weltkriegs stieg die Nachfrage nach bildlichen Darstellungen und Dokumentationen der Kriegsereignisse erheblich an. Durch die hohe Druckqualität und den grossen Bildanteil der Schweizer Illustrierten Zeitung konnte Ringier seine Marktposition schnell ausbauen.
Der Verlag lancierte 1959 mit Blick die erste Boulevardzeitung der Schweiz. Herausgegeben wurde sie von der AG für Presseerzeugnisse, in welcher Ringier als Hauptaktionär vertreten war. Die Zeitung traf vermehrt auf politischen Widerstand. In den folgenden Jahren gründete Ringier weitere Zeitschriften, wie die Programmzeitschrift Tele und die erste Schweizer Sonntagszeitung SonntagsBlick. Zwischen 1948 und 1994 verlegte Ringier zudem die Bildergeschichten von Ringgi und Zofi.
Das Unternehmen wuchs kontinuierlich durch Übernahmen. 1973 wurde der Verlag C.J. Bucher samt der ehemaligen Tageszeitung Luzerner Neueste Nachrichten übernommen. Anschliessend wurde der Münchner Heering-Verlag übernommen, welcher später zur Ringier Deutschland GmbH wurde. Der Verlag war vor allem im Bereich Fotografie mit Büchern und Magazinen aktiv. Zudem beteiligte sich Ringier in den 1980er Jahren mehrheitlich an der Konzertagentur Good News, wodurch Ringier erstmalig in die crossmediale Unterhaltung einstieg.
1974 gründete Ringier die unternehmenseigene Ringier-Journalistenschule (JouSchu), welche die erste Bildungsstätte ihrer Art in der Schweiz war und weiterhin besteht (Stand 2024). 1978 wurde das Ringier-Pressehaus im Zürcher Seefeld eröffnet, welches mehrere Redaktionen beheimatete.
1977 wurde die Schweizerische Allgemeine Volkszeitung in die Glückspost umbenannt. 1984 gründete Ringier zusammen mit dem Tages-Anzeiger und Radio 24 die TV-Programmgesellschaft Zürivision.

### Generationenwechsel und Internationalisierung (1985 bis 1999)
Hans Ringier übergab 1985 die Unternehmensführung an seine Söhne Chirstoph und Michael ab, welche zu diesem Zeitpunkt bereits als Verwaltungsratspräsident und als Direktionspräsident aktiv waren.
Es folgte eine Expansion des Unternehmens ins Ausland; 1987 wurde die Druckerei Times-Ringier in Hongkong gegründet; 1989 erfolgte die Übernahme der US-amerikanischen W.A. Krueger Co. In den Jahren 1989 und 1990 startete Ringier Aktivitäten in Tschechien und in Rumänien. In der Schweiz wurden 1993 die TV-Sendungen Cash-TV, Spotlights, MotorShow und Gesundheit-SprechStunde lanciert, die später in PresseTV übergingen. Im selben Jahr begannen Aktivitäten in Bulgarien, Polen, Ungarn und Vietnam. Die Geschäftstätigkeiten in Polen und Bulgarien wurden jedoch nach drei Jahren wieder eingestellt.
Christoph Ringier trat 1991 aus dem Unternehmen aus und Michael Ringier wurde zum Präsidenten des Verwaltungsrats.

### Digitalisierung und Wachstum (2000 bis 2015)
1999 erwarb Ringier eine 50-prozentige Beteiligung an dem Fernsehsender Sat.1 Schweiz.
In den 2000er Jahren wurden mehrere Bereiche, Beteiligungen und Zeitschriften von Ringier abgetreten, so gab 2001 Ringier Deutschland GmbH seine Geschäftstätigkeit auf. 2001 verkaufte Ringier die Hälfte der Anteile an der 1995 übernommenen Betty Bossi AG an den Detailhändler Coop, später wurden auch die restlichen Anteile abgetreten. 2002 war zudem der Axel Springer AG ein Interesse am Kauf der Ringier AG nachgesagt worden.
2004 kehrte Ringier nach Deutschland zurück und brachte aus der Ringier Publishing GmbH in Berlin das Magazin Cicero auf den Markt.
Am 15. Mai 2006 veröffentlichte das Unternehmen die erste Abendzeitung der Schweiz, das Gratisblatt heute, die am 2. Juni 2008 durch die neue Gratiszeitung Blick am Abend ersetzt wurde. Im Juni 2007 wurde die Wirtschaftszeitung Cash nach 18 Jahren eingestellt und zum 1. Juli 2007 erwarb Springer über die Schweizer Tochtergesellschaft Jean Frey AG die deutschsprachigen TV-Programmzeitschriften Tele, TV4 und TV2 von Ringier.
2009 übergab Ringier sein physisches Bildarchiv an das Staatsarchiv Aargau.
Seit dem 7. März 2010 werden die Print- und Online-Publikationen von Blick, wie Blick, Blick am Abend (inzwischen eingestellt), SonntagsBlick, blick.ch sowie Blick-Apps aus einem integrierten Newsroom im Pressehaus in Zürich produziert. Der Blick-Newsroom war in dieser Form der erste der Schweiz und sorgte für grosse Beachtung in der Schweizer Medienlandschaft sowie auch beim Publikum. 2024 wurde der Blick-Newsroom in den sogenannten Content Hub von Ringier Medien Schweiz umfunktioniert.
2011 startete Ringier die sukzessive Expansion in die Wachstumsmärkte in Afrika, darunter in den Ländern Kenia, Nigeria, Ghana, Senegal und Tansania, und bietet auf diesem Kontinent hauptsächlich digitale Newsplattformen sowie Marktplätze an.
Mit dem Zürcher Verlagshaus Tamedia übernahm Ringier im Herbst 2012 die jobs.ch Holding AG von der US-Beteiligungsgesellschaft Tiger Global Management. Nachdem die Wettbewerbskommission Ende 2012 ihre Zustimmung erteilt hatte, wurde die Übernahme der grössten Stellenplattform der Schweiz vollzogen.
Im Juli 2014 kommunizierte Ringier den Verkauf von 49 Prozent der Anteile der Tochterfirma Scout24 Schweiz AG an den amerikanischen Investor KKR. Im Frühling 2016 übernahm die Schweizerische Mobiliar die Anteile von KKR und hielt fortan 50 Prozent der Scout24 Schweiz AG, wobei Ringier das Unternehmen weiterhin konsolidiert. Im November 2021 wurde die Zusammenführung des Gemeinschaftsunternehmens SMG Swiss Marketplace Group von den Unternehmen TX Group AG, Ringier AG, die Mobiliar und General Atlantic abgeschlossen. Unter dem Namen SMG Swiss Marketplace Group und mit eigenem Markenauftritt vereinte es digitale Marktplattformen wie acheter-louer.ch, anibis.ch, AutoScout24, Car For You, FinanceScout24, home.ch, Homegate, icasa.ch, ImmoScout24, ImmoStreet.ch, MotoScout24, Ricardo, tutti.ch sowie die Werbevermarktung. Ringier brachte dabei die Marktplätze aus der Scout 24 Schweiz AG ein.

#### Gemeinschaftsunternehmen mit Axel Springer in Mitteleuropa
Am 23. März 2010 gaben die Ringier AG und das deutsche Medienhaus Axel Springer AG ihre Absicht zur Gründung einer gemeinsamen Holding-Aktiengesellschaft Ringier Axel Springer Media AG mit Sitz in Zürich bekannt, an der beide Unternehmen zu je 50 Prozent beteiligt waren. In dieser Holding wurden die Aktivitäten der beiden Konzerne gebündelt. Die Axel Springer AG leistete in das Joint Venture eine Bareinlage in Höhe von 50 Mio. Euro und zahlte zudem rund 125 Mio. Euro Ausgleich an Ringier. Die Axel Springer AG brachte das Geschäft seiner Tochtergesellschaften in Polen, Tschechien und Ungarn ein, Ringier sein Geschäft in Serbien, der Slowakei, Tschechien und Ungarn. Mit dem Gemeinschaftsunternehmen entstand eines der grössten Medienunternehmen in diesem Bereich von Europa, das auf das Gesamtgebiet gesehen Marktführer bei Boulevardzeitungen und einer der grössten Anbieter im Zeitschriftensegment war. CEO der Holding war bis 2022 Mark Dekan. Vorsitzender des paritätisch besetzten Verwaltungsrats war unter anderem Ralph Büchi, der seit 2019 Aufsichtsratsvorsitzender der Axel Springer SE ist.

#### Gemeinschaftsunternehmen mit Axel Springer in der Schweiz
Per 1. Januar 2016 nahm die Ringier Axel Springer Schweiz AG, das Joint Venture zusammen mit Axel Springer in der Schweiz, ihre Geschäftstätigkeit auf, zu der sämtliche Zeitschriften beider Unternehmen in der Schweiz sowie die Zeitungen Le Temps und die Handelszeitung gehörten. Im November 2020 wurde die Westschweizer Zeitung Le Temps an die Stiftung Aventinus verkauft. Ende 2023 übernahm die Ringier AG alle Anteile an der Ringier Axel Springer Schweiz AG von Axel Springer.

### Entwicklungen seit 2015
Per 1. Mai 2016 gingen die beiden Titel von Ringier in Deutschland – Cicero und Monopol – im Rahmen eines Management-Buy-outs an Christoph Schwennicke und Alexander Marguier über. Ringier zog sich damit erneut aus dem Deutschland-Geschäft zurück.
Von Januar 2006 bis März 2022 beriet der deutsche Altkanzler und spätere Russland-Lobbyist Gerhard Schröder das Unternehmen. Nach dem russischen Überfall auf die Ukraine im Februar 2022 geriet Schröder wegen seiner Nähe zu Präsident Wladimir Putin national und international zunehmend unter Druck. Anfang März 2022 beendete Ringier das Beratermandat Schröders.
Am 4. April 2016 nahm die gemeinsame Vermarktungsorganisation von Ringier, der Swisscom und der SGR unter dem Namen Admeira ihren operativen Betrieb auf. Marc Walder war einer der Initianten dieses am 17. August 2015 lancierten Projektes. Das Vorhaben mit der Absicht, mehr digitale Werbegelder in der Schweiz halten zu können, hatte bei Mitbewerbern Kritik ausgelöst und nur drei Tage nach der Bekanntgabe der Lancierung, am 20. August 2015, zum sofortigen Austritt von Ringier aus dem Verband Schweizer Medien geführt. Am 8. Januar 2020 wurde bekannt, dass Ringier dem Verband Schweizer Medien wieder beigetreten ist. Nachdem die SRG 2018 ihre Admeira-Anteile an Ringier und Swisscom verkauft hatte, gab Ringier am 13. Februar 2020 bekannt, dass sie sämtliche Anteile der Swisscom aufgekauft hatten und somit alleiniger Besitzer der Werbevermarkterin sind.
Im September 2020 wurde die Geschäftseinheit Ringier Advertising lanciert.
Im Februar 2020 gab Ringier bekannt, dass sich Mobiliar mit 25 Prozent am Unternehmen beteiligt.
Im Jahr 2021 gründete Ringier zusammen mit der TX Group das Joint Venture OneLog. Die OneLog AG soll das Single Sign-on der Schweizer Digital-Allianz entwickeln und betreiben. Ende Dezember 2022 traten CH Media und die NZZ dem OneLog-Joint Venture bei. Neben den bereits genannten Medienunternehmen gehört auch die SRG zu den Gründungsmitgliedern der Allianz.

## Unternehmensstruktur
Die Ringier AG ist ein Familienunternehmen im Besitz der Familien von Michael Ringier und Evelyn Lingg-Ringier. Michael Ringier ist Präsident des Verwaltungsrats des Unternehmens. Seit 2012 ist Marc Walder Konzernleiter der Ringier AG. Er ist zusammen mit der Schweizerischen Mobiliar Minderheitsaktionär der Ringier AG. Im Geschäftsjahr 2023 erzielte Ringier einen Umsatz von 918,9 Mio. CHF und beschäftigte dabei 6'571 Mitarbeiter.
Das Medienunternehmen verfügt (Stand 2024) über 140 Tochtergesellschaften in Europa, in der Schweiz, Bulgarien, Estland, Griechenland, Lettland, Litauen, den Niederlanden, Polen, Portugal, Rumänien, Serbien, der Slowakei und Ungarn. Weiterhin verfügt Ringier über Tochtergesellschaften in Afrika in Äthiopien, Ghana, der Elfenbeinküste, Kenia, Nigeria, Senegal, Südafrika und Uganda.

## Geschäftsbereiche

### Medien
Im Heimatmarkt Schweiz verlegt Ringier zahlreiche Zeitungen und Zeitschriften, inklusive deren Online-Produkte. Seit November 2023 sind die Schweizer Medientitel, abgesehen von der Energy Gruppe Schweiz, in dem Bereich Ringier Medien Schweiz zusammengefasst.

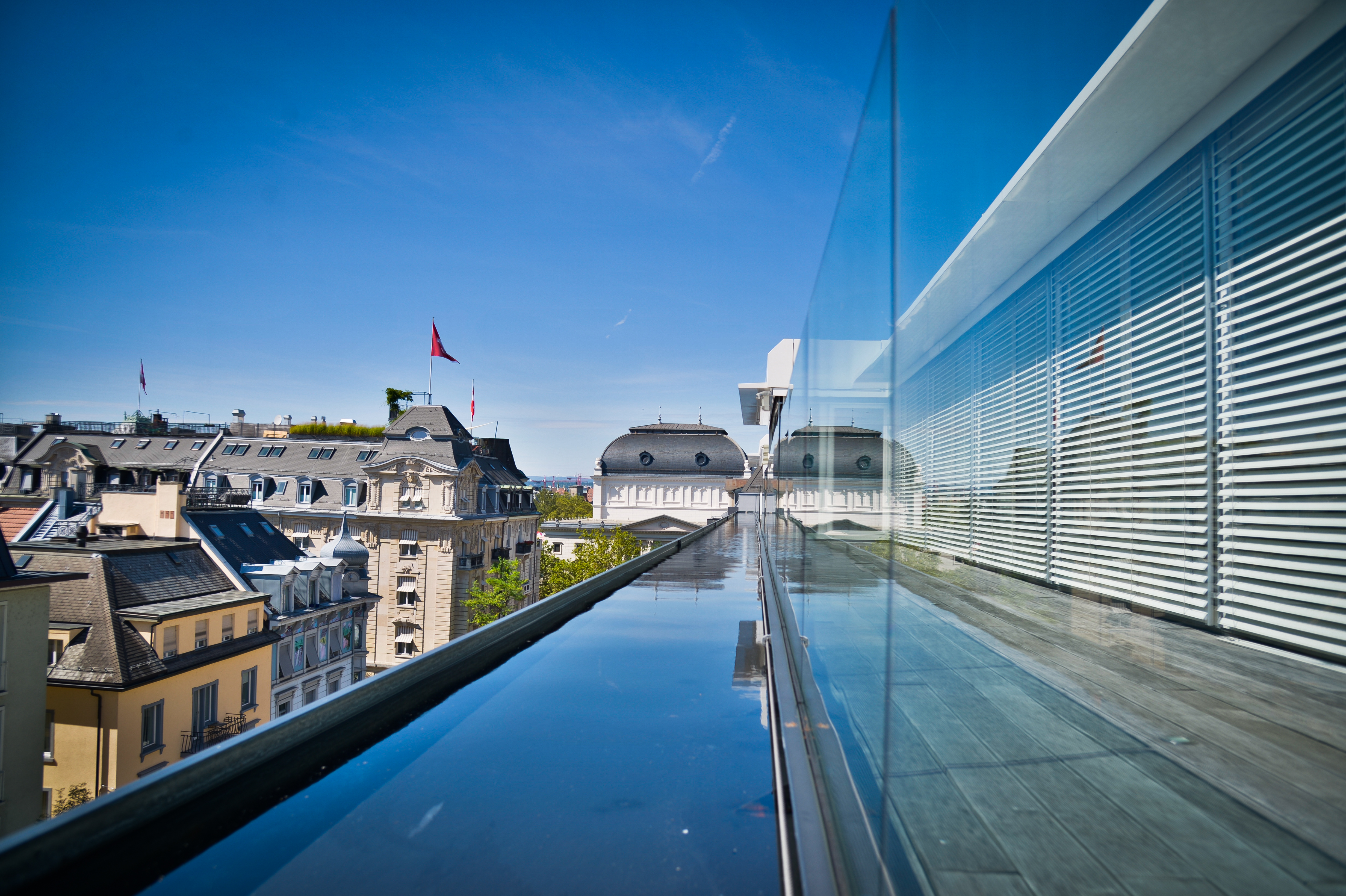
Blick vom 6. Stock des Ringier Pressehauses in Zürich

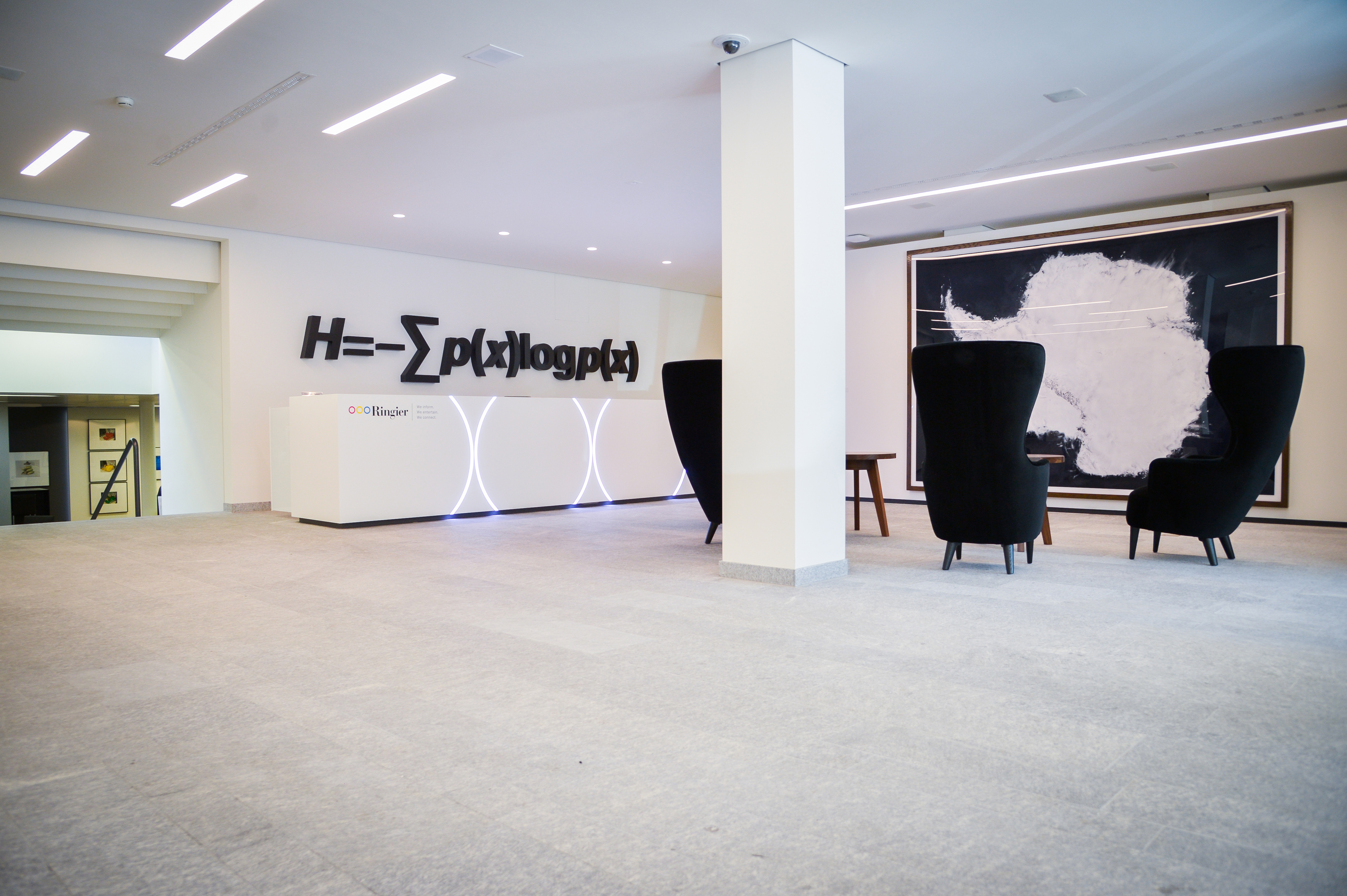
Empfangs-Desk des Ringier Pressehauses in Zürich

#### Schweiz

##### Medien (Auswahl)
- Beobachter (Wirtschaftsmagazin)
- Bilanz (Wirtschaftsmagazin)
- Blick, SonntagsBlick, (Print- und Onlinezeitungen)
- Bolero (Lifestyle-Magazin)
- Cash (Online-Wirtschafts- und -Finanzplattform)
- Gault&Millau (Lebensmittelguide)
- Glückspost (Frauenzeitschrift)
- Handelszeitung (Wirtschaftsmagazin)
- Schweizer Illustrierte (Illustrierte)
- SI Style (Frauenzeitschrift)
- Tele (Programmzeitschrift)
- TV Star (Programmzeitschrift)
- TVtäglich (in Zusammenarbeit mit der TX Group)
- L’illustré (Illustrierte)[63][64]

Ringier verfügt darüber hinaus über weitere LIfestyle- und Magazine und ist im Bereich der Sport-Sender tätig.

##### TV
Ringier produziert diverse Lifestyle-TV-Formate wie Blick TV, Presse TV oder LandLiebe TV.

##### Radio
Zum Radio-Angebot zählen die Privatradio-Stationen Energy Bern (Energy Bern AG 100 Prozent), Energy Zürich (Energy Zürich AG 51 Prozent) und eine Minderheitsbeteiligung an Energy Basel (Energy Basel AG 9,8 Prozent). Zudem ist Ringier mit 21,82 Prozent an Radio 32 (Radio 32 AG) beteiligt.

#### Medien in Europa und Afrika
Mit dem Joint Venture Ringier Axel Springer Media AG waren Ringier und der deutsche Verlag Axel Springer SE zunächst in Polen, Ungarn, Serbien, der Slowakei und den baltischen Staaten aktiv. 2021 übernahm Ringier sämtliche Anteile von Axel Springer aus diesem Joint Venture in Ungarn, Serbien, der Slowakei und den baltischen Staaten Estland, Lettland und Litauen. Lediglich in Polen blieb das Joint Venture als Grupa Ringier Axel Springer Polska AG bestehen. Darüber hinaus ist Ringier in Ghana, Senegal, Nigeria, Kenia, Uganda, Elfenbeinküste und Südafrika aktiv und betreibt dort digitale Medienmarken und Marktplätze.

#### Digitale Sportmedien
Im Mai 2022 wurde die Ringier Sports Media Group (RSMG) als unabhängiges Unternehmen mit Sitz in Zofingen gegründet. Das Unternehmen ist mit acht Plattformen für Sportmedien in acht europäischen Ländern vertreten und hält eine Beteiligung an der international tätigen LiveScore Group. In der Slowakei übernahm die RSMG im Dezember 2023 die Anteile an sport.sk vom bisherigen Parner Nikè.
2023 expandierte RSMG mit der Neugründung der Plattform sportal.gr nach Griechenland. In Portugal übernahm sie die A Bola. In Rumänien ist sie über die GSP.ro vertreten und mit der niederländischen DPG Media Group besteht das Joint Venture Sportniews.nl.

### Digitale Marktplätze
Ringier investiert in Online-Plattformen, mobile Apps, digitale Marktplätze, E-Commerce, Online-Vermarktung sowie in Technologie.

#### Digitale Marktplätze in der Schweiz
Zum Ringier gehören die in der Schweiz führenden Marktplätze AutoScout24, MotoScout24, ImmoScout24 und JobScout24 sowie die Kleinanzeigenplattform Anibis.ch. Diese wurden in das im August 2021 angekündigte und gemeinsam mit der TX Group, der Mobiliar Group und General Atlantic gegründete Joint Venture SMG Swiss Marketplaces Group eingebracht. Die SMG umfasst die Plattformen Acheter-louer, Anibis, AutoScout24, Car For You, FinanceScout24, Home, Homegate, Icasa, ImmoScout24, ImmoStreet, MotoScout24, Ricardo, und Tutti. Weiter ist Ringier gemeinsam mit Tamedia zu je 50 Prozent am grössten Schweizer Stellenmarkt, der JobCloud AG (Jobs.ch, Jopup.ch, Topjobs.ch, Alpha.ch), beteiligt.
Ringier betrieb in der Schweiz die Onlinehandel-Plattformen DeinDeal (DeinDeal AG; 90 Prozent) sowie Geschenkidee (Geschenkidee GmbH; 100 Prozent). Im Dezember 2021 verkaufte Ringier Geschenkidee an eine Schweizer Investorengruppe. Im Juli 2024 wurde der Verkauf von DeinDeal an eine deutsche Multi-Family-Holding aus München bekannt gegeben.

### Technologien
Im Bereich Technologien verfügt Ringier über die Datenplattform Star, die Nachrichtenplattform Delphi, sowie die Plattform für Nutzerengagement Ringier Connect +. Weiterhin besitzt Ringier die Ring Publishing, eine Anwendung aus dem digitalen Verlagswesen, mit welcher Inhalte unter anderem erstellt, verwaltet oder auch monetarisiert werden können.

## Ringier-Journalistenschule
Seit 1974 besteht eine hauseigene Journalistenschule, welche durch die Hans Ringier-Stiftung getragen wird. Die Ausbildungsstätte befindet sich im alten Wohnhaus der Familie Ringier, der Römerhalde in Zofingen. Die zweijährige Ausbildung verknüpft Theorie mit praktischen Einsätzen in den Ringier-internen Redaktionen. Seit der Gründung haben über 300 Journalisten mit einem Diplom abgeschlossen – darunter auch der Verleger Michael Ringier. Geleitet wird die Journalistenschule seit dem 1. Mai 2022 vom Journalisten Peter Hossli.

## Druckereien
Zum Stammgeschäft des Unternehmens gehörten mehrere Druckereien in der Schweiz (Zofingen) und im Ausland. Die Druckerei in Zofingen existiert seit der Gründung 1833 und ist in die Swissprinters integriert. Anfang 2024 wurde bekanntgegeben, dass Swissprinters im September 2024 geschlossen wird.
Ringier Print in Adligenswil druckte seit 1975 eigene und externe Zeitungen. Am 8. November 2017 hatte Ringier bekannt gegeben, dass Ringier Print wegen gesunkener Preise und rückläufiger Auflagen auf Ende 2018 schliessen werde. Die dort gedruckten Zeitungen wie Blick, SonntagsBlick und Handelszeitung werden seit Anfang 2019 von Tamedia gedruckt. Schon zuvor war bekannt geworden, dass auch die NZZ-Mediengruppe die Luzerner Zeitung und ihre Regionalausgaben ab 2019 nicht mehr von Ringier Print, sondern von Tamedia drucken lasse, was den Entscheid von Ringier ebenfalls beeinflusst hat. Betroffen waren 172 Mitarbeiter.

## EqualVoice
Am 25. November 2019 lancierte die Ringier Gruppe die Initiative «EqualVoice». Das Ziel der Initiative der Ringier Gruppe ist die Erhöhung der Sichtbarkeit von Frauen in der Medienberichterstattung. Denn 75 Prozent der Medienberichte handeln von Männern, wie Ringier in einer Pressemitteilung schreibt. Es gibt dafür auch bereits einen Fachbegriff: «Gender Content Gap». Verleger Michael Ringier und CEO Marc Walder präsidieren das Projekt, das von CFO Annabella Bassler initiiert wurde. Das Advisory Board besteht aus Simona Scarpaleggia (Verwaltungsrätin bei EDGE Strategy, Autogrill und Hornbach), David Allemann (CEO und Co-Gründer On), Nicole Burth (Mitglied der Geschäftsleitung und Leiterin der Kommunikations-Services bei der Schweizerischen Post), Christiane zu Salm (Medienunternehmerin und Advisor), Franziska Tschudi Sauber (CEO Weidmann Holding AG), Tanja Grandits (Sterneköchin), Carolina Müller-Möhl (Präsidentin der Müller-Möhl Foundation), Pascale Baeriswyl (Diplomatin), Petra Ehmann (Chief Innovation Officer Ringier), Christine Graeff (Executive Board Mitglied bei Credit Suisse) und Regula Bührer Fecker (Gründungspartnerin der Werbeagentur Rod).

## Dokumentation
- Christian Kolbe: Spuren der Zeit 175 Jahre Ringier – Patriarchen, Presse und Profit. In: DOK, Schweizer Fernsehen, 5. Mai 2008.[91]
- Alain Jeannet: Nous sommes tous dépassés par les exigences de la numérisation, Marc Walder Interview. In: www.hebdo.ch, 19. Januar 2017.[92]
- Stéphane Benoit-Godet: Il faut accélérer la digitalisation dans tous les domaines, Marc Walder Interview. In: Le Temps, 30. September 2017.[93]